# Rhinoclemmys
Rhinoclemmys Fitzinger, 1835 è un genere della famiglia dei Geoemididi che costituisce da solo la sottofamiglia dei Rinoclemmidini (Rhinoclemmydinae Le & McCord, 2008. Le tartarughe che raggruppa sono gli unici rappresentanti della famiglia originari del continente americano.

## Tassonomia
Comprende le seguenti specie:
- Rhinoclemmys annulata (Gray, 1860) - tartaruga di foresta bruna
- Rhinoclemmys areolata (Duméril, Bibron & Duméril, 1851) - tartaruga di foresta corrugata
- Rhinoclemmys diademata (Mertens, 1954) - tartaruga di foresta di Maracaibo
- Rhinoclemmys funerea (Cope, 1876) - tartaruga nera di foresta
- Rhinoclemmys melanosterna (Gray, 1861) - tartaruga di foresta colombiana
- Rhinoclemmys nasuta (Boulenger, 1902) - tartaruga di foresta naso largo
- Rhinoclemmys pulcherrima (Gray, 1855) - tartaruga di foresta
- Rhinoclemmys punctularia (Daudin, 1801) - tartaruga di foresta del Sudamerica
- Rhinoclemmys rubida (Cope, 1870) - tartaruga di foresta messicana